# Temple mormon de Provo City
Ne pas confondre avec un autre temple situé dans la même ville, le Temple mormon de Provo.
Le temple mormon de Provo City est un temple de l’Église de Jésus-Christ des saints des derniers jours situé à Provo, dans l’État de l’Utah, aux États-Unis. Il a été inauguré le 20 mars 2016.
Ce temple a été édifié dans le centre-ville de Provo, à l’emplacement où se tenait le tabernacle de Provo, détruit par un incendie en décembre 2010.